# Boychoir
Boychoir is een Amerikaanse dramafilm uit 2014 geregisseerd door François Girard en geschreven door Ben Ripley. In de film speelden Dustin Hoffman, Kathy Bates, Debra Winger, Josh Lucas en de American Boychoir School.

## Verhaal
Stetson Tate is een twaalfjarige leerling die boos is en regelmatig in de problemen komt. Zijn alleenstaande moeder gaat dood, waarna zijn vader hem naar een elite muziekkostschool stuurt, het fictieve National Boychoir Academy. De reden hiervoor is dat Stet goed kan zingen en de vader getrouwd is met een andere vrouw, bij wie hij twee kinderen heeft. Zij weten niet dat hij een buitenechtelijke relatie heeft gehad met een andere vrouw. Stet wordt toegelaten vanwege zijn talent, maar ook omdat zijn vader een hoop geld aan de school betaalt.
Stet past niet goed in de groep, omdat de andere leerlingen bevoorrechte kinderen zijn en omdat Stet niet voldoende gemotiveerd is volgens sommige docenten. Hij werkt echter hard en wordt een van de beste zangers, waardoor hij mee mag doen met de toer.
Stet's familie ontvangt kaartjes, anoniem verstuurd door de academie, voor een belangrijk optreden van het koor. De vader wil niet gaan vanwege het geheim, maar de rest wil wel, dus ziet de vader zich genoodzaakt mee te gaan. Na het concert wil hij Stet overplaatsen naar een school in Zwitserland, maar Stet, aangemoedigd door Carvelle, weigert te gaan, waarna Carvelle de vader dreigt het geheim te verklappen, waarop de vader besluit Stet toch maar op de school te laten.
Stet en Devon, een andere leerling, ontwikkelen een antagonistische verstandhouding. Devon onthult het strafblad van Stets moeder aan de andere leerlingen, waardoor Stet hem in elkaar slaat in zijn kamer. De lerarenvergadering wil beide jongens uitwijzen, maar besluit het oordeel uit te stellen omdat de jongens nodig zijn voor een belangrijk optreden in New York. Het optreden in New York verloopt zonder incidenten, maar snel daarna begint Stet de baard in de keel te krijgen. 
De vader besluit het uiteindelijk toch aan zijn gezin te vertellen en zijn vrouw accepteert dit. Hierna gaat Stet bij hen wonen.

## Rolverdeling
| Acteur                  | Personage        | Opmerkingen                  |
| ----------------------- | ---------------- | ---------------------------- |
| Dustin Hoffman          | Carvelle         | Koordirigent                 |
| Kathy Bates             | Headmistress     |                              |
| Eddie Izzard            | Drake            |                              |
| Kevin McHale            | Wooly            |                              |
| Josh Lucas              | Gerard           | Vader van Stet               |
| Debra Winger            | Ms. Steel        | Hoofd van de school in Texas |
| Garrett Wareing         | Stet             | hoofdrolspeler               |
| Joe West                | Devon            |                              |
| River Alexander         | Raffi            | kamergenoot                  |
| Sam Poon                | Frederick        |                              |
| Dante Soriano           | Fernando         |                              |
| Erica Piccininni        | Debbie           |                              |
| Grant Venable           | Andre            |                              |
| Janine DiVita           | Sally            |                              |
| Tijuana Ricks           | Mrs. Kempner     |                              |
| Fernando Malvar-Ruiz    | Maestro Molina   |                              |
| Mackenzie Wareing       | Stephanie        |                              |
| Evelyn Manchester       | Elise            |                              |
| Joseph Cardoso          | Jimmy            |                              |
| Desi Mulcahy            | Abby - secretary |                              |
| Wade Mylius             | Monty            |                              |
| Sejal Shah              | Doctor           |                              |
| Fernando Mateo Jr.      | Mr. Hardy        |                              |
| Luke George Gardone     | Kid              |                              |
| Antonio Manuel Nicholas | Leo              |                              |
| Wayne Wilson            | ABC Coach        |                              |
| Daniel Passer           | Faculty #1       |                              |
| Rooter Wareing          | Priest           |                              |

## Productie
Hoffman speel in Boychoir de rol van koordirigent Carvelle, met Bates als het hoofd van de school; de regisseur is François Girard met een script van Ben Ripley. Oorspronkelijk zou Alfred Molina ook meespelen, maar hij verliet het project. In februari 2014 werden Debra Winger, Eddie Izzard, Kevin McHale, Josh Lucas en nieuwelingen Garrett Wareing, Joe West, River Alexander en Grant Venable aan de cast toegevoegd. Wareing speelt een jonge knul die lid wordt van het koor; Winger speelt het hoofd van de school in Odessa, Texas van de jongen; Izzard, die Alfred Molina vervangt, speelt Drake, de rechterhand van de koordirigent; Lucas speelt de vervreemde vader van de jongen. McHale speelt een jonge muziekleraar die een gezonde strijd tussen de jongen en West probeert aan te moedigen, Alexander en Venable spelen andere jongens van het koor.

### Verfilming
De opnames begonnen in februari 2014 in New York, in Stamford, New Haven en in Fairfield, Connecticut, waarvan deels op de Fairfield University.

## Uitgave
Boychoir ging in première op het 2014 Toronto International Film Festival op 5 september 2014 voor het beperkt werd uitgebracht in de Verenigde Staten op 3 april 2015.
Hallmark Cards heeft vervolgens de distributierechten gekocht zodat ze de film konden uitzenden als onderdeel van hun Hallmark Hall of Fame programma. Boychoir werd hernoemd naar Hear My Song en zou op 15 april 2016 op CBS in première gaan. Echter op 13 april 2016 werd de première last minute afgeblazen.

## Ontvangst
Boychoir ontving gemengde beoordelingen van critici. Op de website Rotten Tomatoes, scoorde de film 52% gebaseerd op 33 beoordelingen met een gemiddelde van 5.3/10. Men was het er daar over eens dat Dustin Hoffmans zoals gebruikelijk uitstekende acteerwerk niet altijd opwoog tegen het veel te voorspelbare drama. Op Metacritic scoort de film 51 op 100 gebaseerd op 10 kritieken, Dit is een indicatie voor gemengde/middelmatige beoordelingen.

## Soundtrack
- Tallis - Spem in Alium
- Britten - Balulalow from Ceremony of Carols
- Handel - Ode for the Birthday of Queen Anne
- Handel - Hallelujah from The Messiah, in een nieuw arrangement welke solo's bevat.
- Handel - Zadok the Priest
- Fauré - Pie Jesu from Requiem
- Groban - The Mystery of Your Gift